# Takako Kunigoshi
Takako Kunigoshi (jap. 国越 孝子; 1911. – 2000.), japanska majstorica borilačkih vještina. Izravna je učenica Moriheija Ueshibe, te jedna od prvih instruktorica borilačkih vještina.

## Životopis
Takako Kunigoshi se pridružila Ueshibinom Kobukan dojou 1933. godine, dok je još bila studentica na Sveučilištu za žensku likovnu umjetnost. Njezini crteži tehnika upotrijebljeni su u knjizi O-Senseija Budo Renshu, a naslikala je i barem jedan njegov portret. Predavala je u osobnom dojou Isame Takeshite. Također je držala i tečajeve samoobrane za žene.
Nakon Drugog svjetskog rata Kunigoshi se povukla iz aikida i posvetila svoje vrijeme proučavanju chado-a.

## Vanjske povezice
- Budo Renshu: The tehnical key to Ueshiba Morihei's aikido